# Pyramiden, Västantarktis
Pyramiden är en bergstopp i Antarktis. Den ligger i Västantarktis. Inget land gör anspråk på området. Toppen på Pyramiden är 400 meter över havet. Pyramiden ligger på ön Peter I Øy.
Terrängen runt Pyramiden är varierad. Havet är nära Pyramiden åt sydväst. Trakten är obefolkad. Det finns inga samhällen i närheten.